# Amaurota
Amaurota es la principal ciudad del país de Utopía, del libro homónimo (1516) del humanista y teólogo inglés Tomás Moro (1478-1535).

## Características
En Utopía todas las ciudades son igual de perfectas y tienen un control minucioso sobre todos los aspectos que la rodean, pero se eligió a Amaurota como ciudad principal entre las demás para desempeñar la labor de reunir a los embajadores del resto de las ciudades para poder llegar a acuerdos generales de la isla. En ella se reúnen los ciudadanos principales y los gobernadores del resto de la isla.
Aunque no se le puede llamar capital de Utopía en el sentido estricto de la palabra, lo es por reunir las características de una al centralizar el poder.